# Húnaþing vestra
Húnaþing vestra és un municipi d'Islàndia, a la regió de Norðurland vestra. Té una extensió de 3.023 km² i una població de 1.203 habitants a primer de gener de 2025.
El municipi va ser creat el primer de gener de 1998 mitjançant la fusió dels antics municipis de Staðarhreppur, Fremri-Torfustaðahreppur, Ytri-Torfustaðahreppur, Hvammstangahreppur, Kirkjuhvammshreppur, Þverárhreppur i Þorkelshólshreppur.
Les principals poblacions del municipi són Hvammstangi, Laugarbakki, Reykir i Borðeyri.